# Гаар, Бернард
Бернард тер Гаар (нидерл. Bernard ter Haar; 13 июня 1806, Амстердам — 19 ноября 1880, Велп, Гелдерланд) — нидерландский священник, поэт, богослов и историк церкви.

## Биография
Родился в провинции Северная Голландия. Изучал богословие в Лейденском университете . Двадцать лет служил пастором в различных церквях.
В 1839 в Лейденском университете получил почетную докторскую степень в области богословия.
В 1854—1875 годах был профессором истории церкви в университете Утрехта.
Был членом Королевского Голландского института и президентом Гаагского общества по защите христианской религии.

## Научная и творческая деятельность
Автор популярной истории Реформации («Gechiedenis der kerkhervorming in tafereelen», Гаага, 1843) и нескольких других сочинений по истории церкви, написал также много лирических и повествовательных стихотворений. Некоторые из них приобрели большую популярность в Голландии:
- «Johannes en Theagenes», 1838,
- «Huibert en Klaartje», 1843
- «Huibert en Klaartje»;
- «Eliza’s vlucht» в сборнике «Gedichten», 1866;
- «Laatste Gedichten»
- полное собрание сочинений в 3-х томах «Kompleete Gedichten» (Лейден, 1878).

## Награды
- Рыцарь ордена Нидерландского льва (1849).
- командор ордена Дубовой короны (1879).

## Память
- В честь Б. Хаара названы улица в Амстердаме и набережная в Лейдене.